# Röjden
Den här artikeln handlar om byn, för sjön se Röjden (sjö)
Röjden är en by i Södra Finnskoga socken i Torsby kommun i norra Värmland.
Röjden ligger mellan Bjurberget och Falltorp, nära den norska gränsen. Den ligger öster om Fallsjön, vars areal delas mellan Sverige och Norge, och är högt belägen (450–470 meter över havet) i likhet med många andra finnskogsbyar. Byn grundades av  svedjefinnar som kom till Finnskogen på 1600- och 1700-talet. Gårdarna har finska namn, såsom Gossila, Mikkola, Dobba och Sanla.
Under sommarhalvåret kommer många turister för att titta på Korset i Röjden. Det är utgrävt i marken, ca en decimeter djupt och dryga metern långt, där all växtlighet har utplånats, medan det runt omkring är vanlig gräsväxt. Det finns uppgifter om att det grävdes före 1900-talet. Platsen är skyddad med staket.
Röjden är även omtalat för spökerier, i synnerhet på gården Velgunaho. Enligt sägnen ska hemsökelsen här år 1900 ha varit så intensiv och outhärdlig att ägarna gav upp, flyttade och rev huset. Väggfasta bänkar av kluvna stockar och andra möbler flyttade på sig. Saltkar, kafferostpanna och porslin flög genom luften. En blind kvinna kände på sig när spökerierna skulle starta och sägs ha varnat med orden "nu kommer de små".